# 小米德西克
51°5′8″N 26°9′49″E / 51.08556°N 26.16361°E
小米德西克（烏克蘭語：Малий Мидськ），是烏克蘭西北部的村莊，隸屬里夫內州的里夫內區。該村始建於1929年，面積0.29平方公里，海拔高度172米，2001年人口760，人口密度每平方公里2,585人。